# Horní Krupka
Horní Krupka (německy Obergraupen) je vesnice, část města Krupka v okrese Teplice. Nachází se asi 2,5 km na sever od Krupky. Horní Krupka je také název katastrálního území o rozloze 5,3 km².

## Historie
První písemná zmínka pochází z roku 1393.

## Obyvatelstvo
| | 1869 | 1880 | 1890 | 1900 | 1910 | 1921 | 1930 | 1950 | 1961 | 1970 | 1980 | 1991 | 2001 | 2011 | 2021 |
| --- | ---- | ---- | ---- | ---- | ---- | ---- | ---- | ---- | ---- | ---- | ---- | ---- | ---- | ---- | ---- |
| Obyvatelé | 636  | 654  | 572  | 531  | 539  | 435  | 465  | 72   | 58   | 36   | 22   | 10   | 31   | 60   | 96   |
| Domy | 119  | 124  | 113  | 124  | 105  | 102  | 99   | 96   | —    | 18   | 8    | 9    | 23   | 13   | 34   |
| Tabulka zahrnuje údaje samoty na Komáří hůrce. Počet domů z roku 1961 je zahrnut v domech místní části Krupka. |      |      |      |      |      |      |      |      |      |      |      |      |      |      |      |

## Obecní správa
Při sčítání lidu v letech 1869–1950 Horní Krupka byla samostatnou obcí, se kterým patřila nejprve do okresu Teplice, ale v letech 1921–1930 v okrese Teplice-Šanov a v roce 1950 znovu v okrese Teplice. Od roku 1960 je částí města Krupka v okrese Teplice.

## Pamětihodnosti
- Kaple svatého Wolfganga na Komáří hůrce. Mohutná kaple z roku 1360 byla v letech 1692–1700 barokně přestavěna. Ve druhé polovině 20. století zchátrala a původní vybavení se ztratilo. V roce 1999 byla opravena. Stojí nad obcí při průjezdní silnici pod vrcholem Komáří vížky. Zvon z centrální cibulovité věžičky se nachází v nedaleké zvoničce v Horní Krupce.[9]
- U průjezdní silnice ve svahu stojí nenápadná polozděná zvonička, zřejmě z roku 1930. V patře se nachází vzácný hornický zvon z roku 1554, který byl původně zavěšen v kapli sv. Wolfganga na Komáří vížce. Byl považován za ztracený, než byl místními obyvateli objeven zde. Jedná se o dosud jediný známý zvon od Tomáše Jaroše z Brna v severních Čechách.
- Důlní revír Knötel – nejrozsáhlejší krupský důlní revír se stopami historické těžby cínu[10]

## Osobnosti
- Ferdinand Arlt (1812–1887), oftalmolog

## Galerie

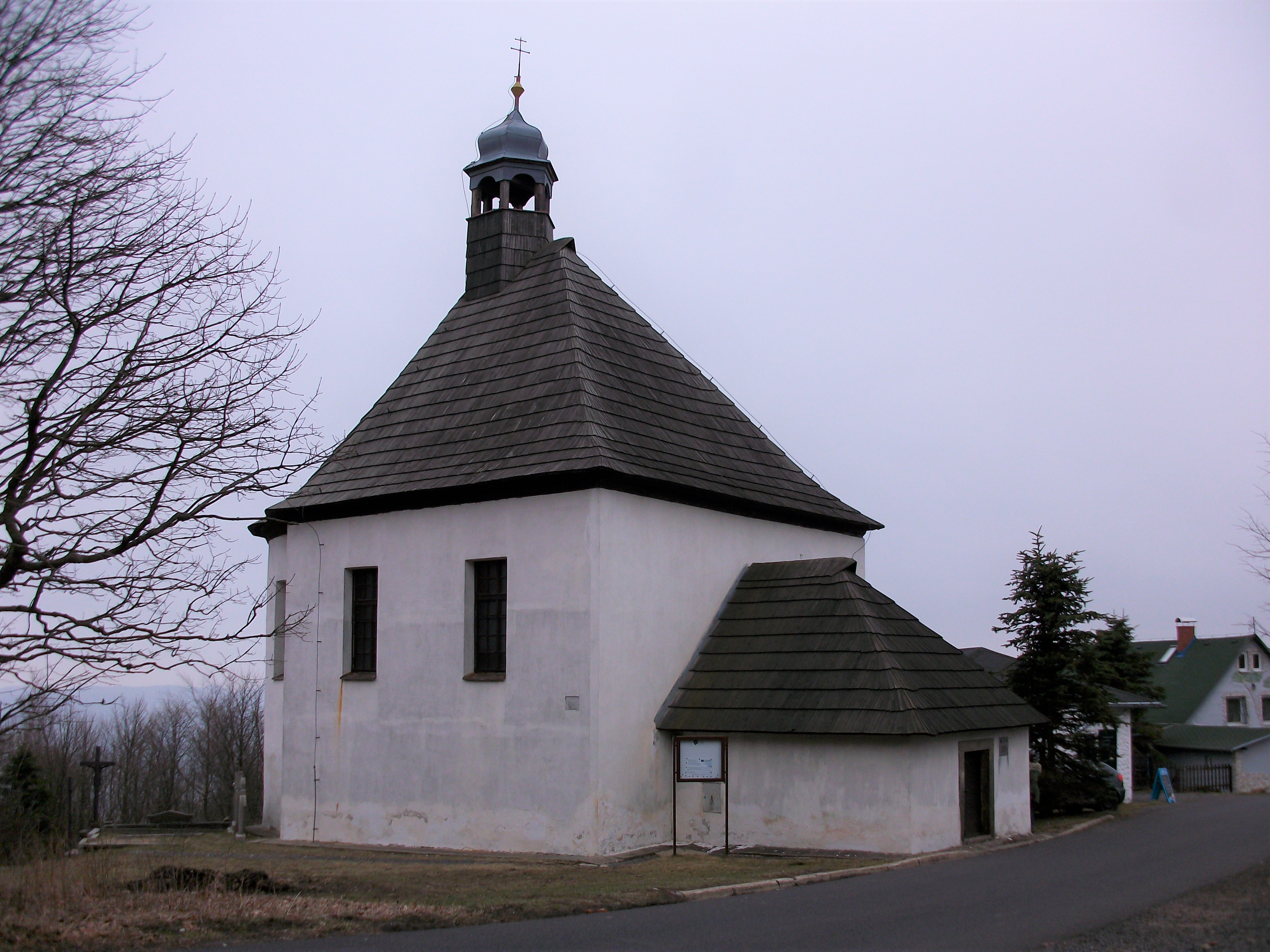
kaple svatého Wolfganga
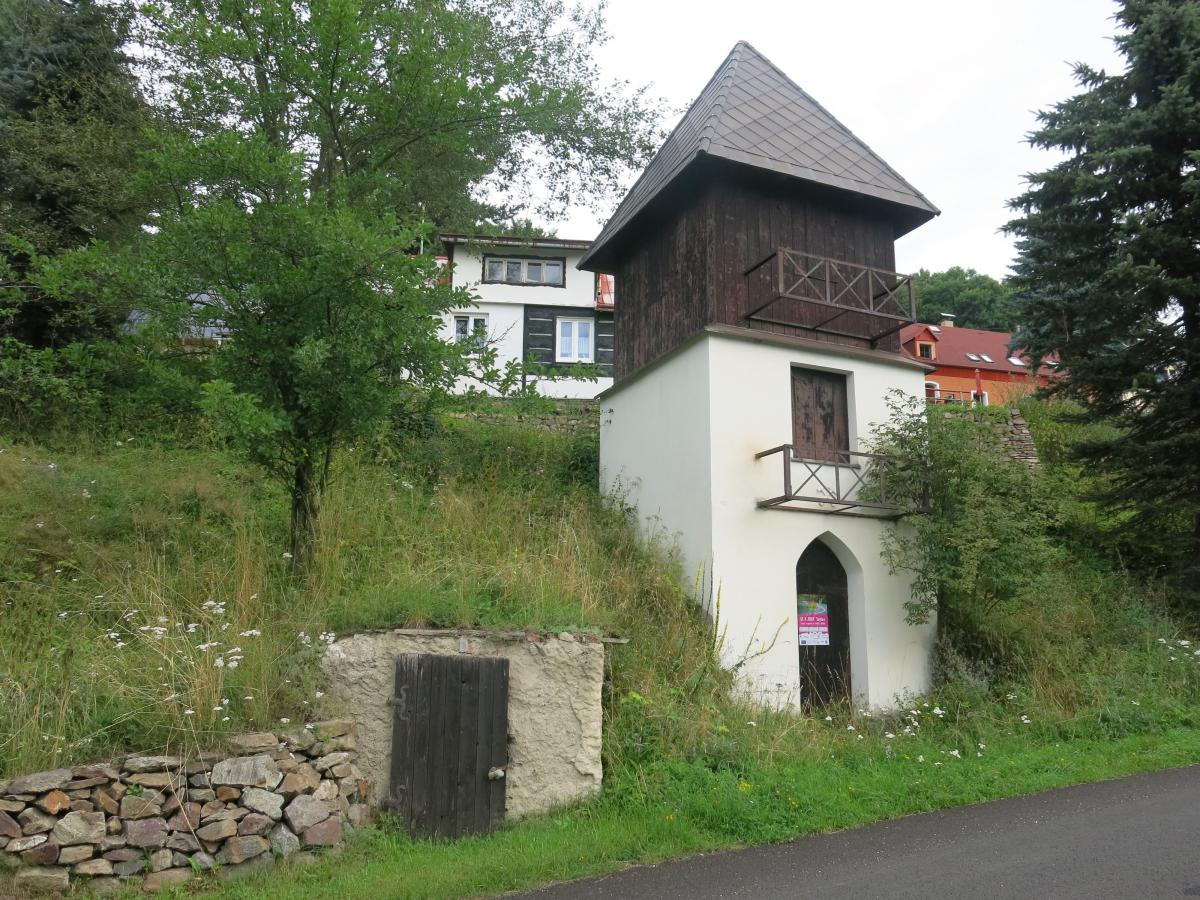
polozděná zvonice
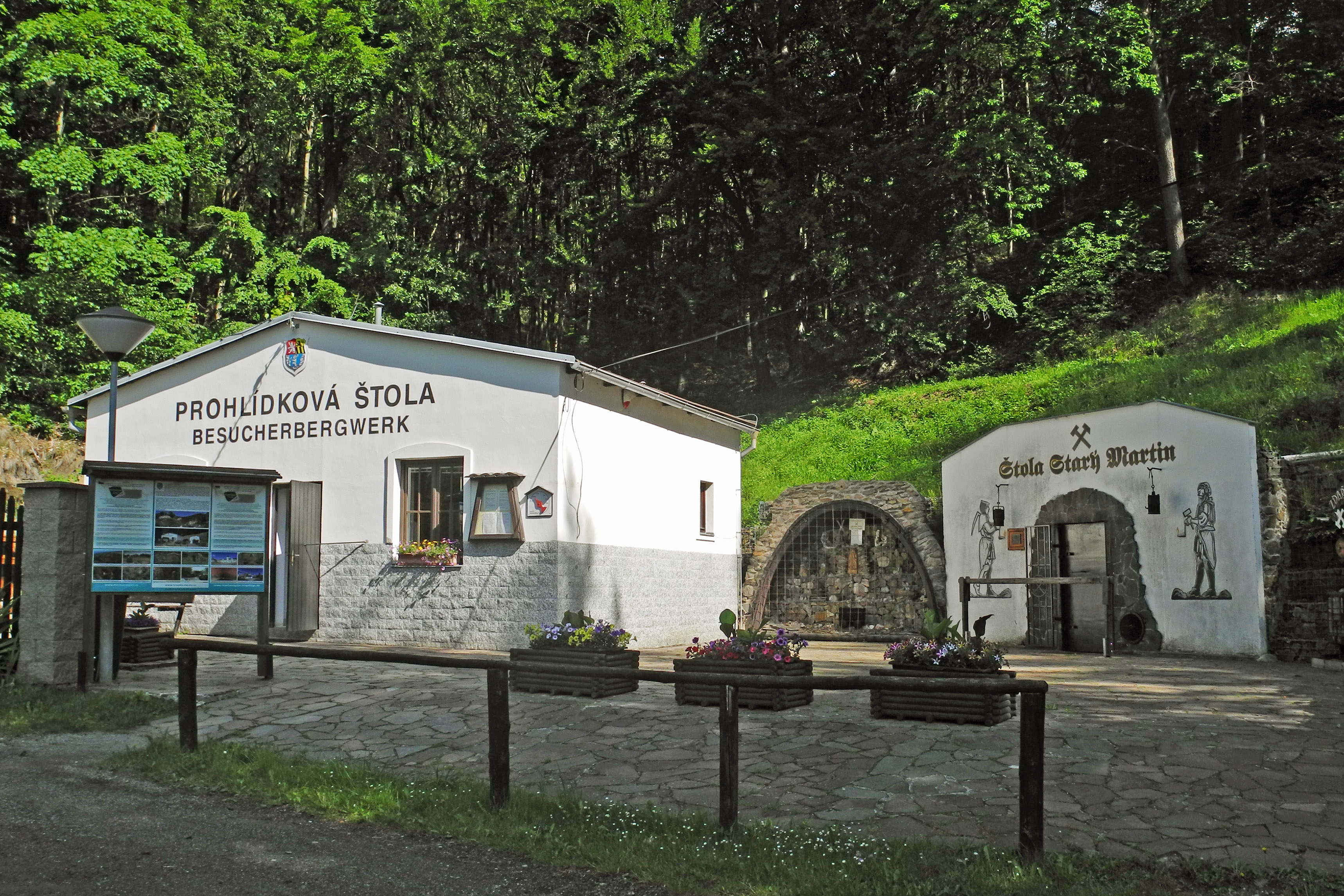
štola Starý Martin